# 인천효성초등학교
인천효성초등학교는 대한민국 인천광역시 계양구 효성동에 있는 공립 초등학교이다.

## 학교 연혁
- 1981년 2월 4일 인천효성국민학교 설립인가, 20개 교실 신축
- 1982년 3월 1일 초대 공덕규 교장 취임, 29학급 편성
- 1985년 2월 19일 제1회 졸업(졸업생 수 400명)
- 1985년 3월 1일 효성동국민학교 12학급 분리, 본교 52학급 편성
- 1986년 3월 1일 효성서국민학교 15학급 분리, 본교 46학급 편성
- 1996년 3월 1일 인천효성초등학교로 개칭
- 1998년 10월 1일 효성남초등학교 13학급 분리, 본교 17(2)학급 편성
- 2002년 9월 2일 명현초등학교 9학급 분리, 본교 45(2)학급 편성
- 2005년 9월 9일 도서관 개관 및 학습성과물 전시회
- 2007년 3월 1일 제10대 김병진 교장 취임, 37학급 편성(특수학급 2학급 포함)
- 2007년 9월 1일 특별실 확충(제 2어학실, 발명교실, 제 2과학실)
- 2008년 6월 4일 학교 숲 가꾸기 완공
- 2009년 2월 10일 학교 체육관 공사 완공
- 2009년 2월 28일 급식실 현대화 사업 준공
- 2009년 4월 8일 샛별문화관(체육관) 개관식
- 2009년 12월 9일 제1회 종합학예회 개최
- 2010년 3월 1일 제11대 장균영 교장 취임, 34학급 편성(특수학급 2학급 포함)
- 2011년 2월 15일 제27회 졸업식(154명)
- 2011년 12월 9일 제2회 종합학예회 개최
- 2012년 2월 15일 제28회 졸업식(153명)
- 2012년 3월 1일 30학급(특수학급 2학급 포함) 편성
- 2013년 2월 15일 제29회 졸업식(141명)
- 2013년 3월 1일 28학급(특수학급 2학급 포함) 편성
- 2014년 2월 18일 제30회 졸업식(119명)
- 2014년 3월 1일 제12대 문판근 교장 취임, 29학급 편성(특수학급 2학급 포함)
- 2015년 2월 13일 제31회 졸업식(103명)
- 2015년 3월 1일 28학급(특수학급 2학급 포함) 편성
- 2016년 2월 12일 제32회 졸업식(113명)
- 2016년 3월 1일 26학급(특수학급 2학급 포함) 편성
- 2017년 2월 1일 과학실현대화, 진로활동실 구축
- 2017년 2월 10일 제33회 졸업식 (90명)

## 참고 자료
- 인천효성초등학교 - 한국교육학술정보원 학교알리미